# 初笑い浪花の陣
『初笑い浪花の陣』（はつわらいなにわのじん）は、朝日放送（ABC）製作の新春特別番組。毎年1月2日昼に放送されており、「浪花の陣I」（第1部）・「浪花の陣II」（第2部）の2部構成。現在この「初笑い浪花の陣」との語は、一部のテレビ雑誌でのみ表記しているが、かつては番組タイトルにも付されていた。また2部構成という形をとってはいるが、それぞれ別々の独立した番組として扱われており、例年第1部は吉本興業、第2部は松竹芸能が番組製作に加わっている。

## 第1部

### 概要
- タイトルは「新春オールよしもと初笑い 〜漫才ヒットパレード＆開運!ふんどしコメディ〜」→「新春!オールよしもと初笑いスペシャル」
- 大阪・なんばグランド花月からの生中継で放送される。
- 漫才・落語を中心に、かつてはNGK前での中継（主に過酷なゲーム）を挟む形を取っていたが、多くの見物客が殺到する事や番組予算が厳しい事から、2005年頃以降は前半を漫才・落語、後半を吉本新喜劇風コメディーという2部構成にし、セットの建て替えの間は別会場から簡単なゲームを行なう。2020年から第2部は岡村隆史の花の駐在さんが放送されている。
- 司会はトミーズとハイヒールの2組4人。2組とも番組最初に漫才を行う。
- 2015年は「新春!よしもと初笑い4時間スペシャル〜レジェンド漫才&お正月グルメ&コメディー」と題して、15:55まで時間を拡大。「ナイトinナイト」ともコラボレーションし『今ちゃんの『実は…』』（水曜）『雨上がりのやまとナゼ?しこ』（火曜）」からの特別コーナー（収録）も交えて、よしもと漫才劇場から生放送。コメディーパートは、なんばグランド花月で事前に収録された。

### 放送時間
- 12:00 - 14:25

### 出演者

#### 2005年
- 中田カウスボタン
- オール阪神・巨人
- 今いくよ・くるよ
- 宮川大助・花子
- 大木こだま・ひびき
- トミーズ
- メッセンジャー
- 中川家
- フットボールアワー
- 麒麟
- 笑い飯
- コメディー
  - 内場勝則、辻本茂雄、桂小枝

#### 2006年
- 中田カウス・ボタン
- オール阪神・巨人
- 今いくよ・くるよ
- 宮川大助・花子
- 大木こだま・ひびき
- トミーズ
- メッセンジャー
- 中川家
- フットボールアワー
- 南海キャンディーズ
- コメディー

#### 2007年
- 桂文珍
- 中田カウス・ボタン
- オール巨人・阪神
- 宮川大助・花子
- 大木こだまひびき
- トミーズ
- メッセンジャー
- 中川家
- ブラックマヨネーズ
- 麒麟
- チュートリアル
- コメディー
  - 内場勝則、辻本茂雄、小籔千豊、たむらけんじ

#### 2008年
- 桂文珍
- 中田カウス・ボタン
- オール巨人・阪神
- 宮川大助・花子
- 大木こだまひびき
- トミーズ
- メッセンジャー
- 中川家
- ブラックマヨネーズ
- 麒麟（遅刻の為、漫才の出演無し）
- チュートリアル
- コメディー
  - 内場勝則、辻本茂雄、小籔千豊、川畑泰史、たむらけんじ、坂田利夫

#### 2009年
- 桂文珍
- 中田カウス・ボタン
- オール阪神・巨人
- 宮川大助・花子
- 大木こだまひびき
- トミーズ
- 中川家
- チュートリアル
- ブラックマヨネーズ
- 麒麟
- 千鳥
- NON STYLE
- コメディー
  - 内場勝則、辻本茂雄、小籔千豊、川畑泰史、たむらけんじ

#### 2010年
- 中田カウス・ボタン
- オール阪神・巨人
- 宮川大助・花子
- 大木こだまひびき
- トミーズ
- 矢野・兵動（出演予定のメッセンジャー黒田が逮捕されたため代役として出演）
- 中川家
- ブラックマヨネーズ
- フットボールアワー
- ノンスタイル
- 笑い飯
- 千鳥
- コメディー
  - 辻本茂雄、小籔千豊、未知やすえ、山田花子、坂田利夫

#### 2011年
- 中田カウス・ボタン
- オール阪神・巨人
- 今いくよ・くるよ
- 宮川大助・花子
- 大木こだまひびき
- トミーズ
- 矢野・兵動
- メッセンジャー
- 中川家
- シャンプーハット
- 笑い飯
- 銀シャリ
- NMB48ほか
- コメディー
  - 内場勝則、小籔千豊、未知やすえ、中川貴志、たむらけんじ

#### 2012年
- 中田カウス・ボタン
- オール阪神・巨人
- 今いくよ・くるよ
- 宮川大助・花子
- 大木こだまひびき
- トミーズ
- 矢野・兵動
- メッセンジャー
- 中川家
- ザプラン9
- シャンプーハット
- パンクブーブー
- 笑い飯
- 千鳥
- ウーマンラッシュアワー
- 銀シャリ
- コメディー
  - 辻本茂雄、小籔千豊、川畑泰史、未知やすえ、西川忠志、島田一の介、清水けんじ、松浦真也、浅香あき恵、宇都宮まき、NMB48

#### 2013年
- 中田カウス・ボタン
- オール阪神・巨人
- 宮川大助・花子
- 大木こだまひびき
- トミーズ
- 矢野・兵動
- メッセンジャー
- テンダラー
- パンクブーブー
- 笑い飯
- アジアン
- 千鳥
- コメディー
  - 内場勝則、小籔千豊、未知やすえ、清水けんじ、森田まりこ、桑原和男、吉田裕、前田真希、山本奈臣実、酒井藍、井上竜夫、末成由美、浅香あき恵、森田展義、いちじまだいき、安尾信乃助、西川忠志、坂田利夫、宇都宮まき、中川貴志、今別府直之、中田はじめ、すっちー、松浦真也、青野敏行、たむらけんじ、シャンプーハット、プリマ旦那、NMB48

#### 2014年
- 中田カウス・ボタン
- 西川のりお・上方よしお
- オール阪神・巨人
- トミーズ
- ハイヒール
- 矢野・兵動
- メッセンジャー
- シャンプーハット
- 千鳥
- スリムクラブ
- ジャルジャル
- 銀シャリ
- モンスターエンジン
- コメディー
  - 川畑泰史、清水けんじ、島田珠代、高井俊彦、未知やすえ、浅香あき恵、島田一の介、帯谷孝史、やなぎ浩二、レイチェル、金原早苗、すっちー、吉田裕、西川忠志、烏川耕一、宇都宮まき、諸見里大介、やまだひろあき、井上安世、酒井藍、若井みどり、今別府直之、中川家、HIDEBOH、プリンセス天功、NMB48

### スタッフ
2014年1月2日放送分
- 構成：ハスミマサオ
- 技術
  - SW：前田昌彦、林謙一郎
  - VE：三本菅彰
  - CAM：寺岡憲一、柴田康司、新原志保美、平井雅司、森本翔一、三村友昭、堀内俊
  - CA：藤井智章
  - AUD：梶巻久仁彦、本城宣彰
  - 照明：上田和博
  - マイクロ：波田純一（ABC）
  - SE：田口雅敏
  - EED：徳安悠治
- Gサブ
  - 技術：細川圭吾・一場健太郎・蓑田将孝（3人共ABC）
  - ディレクター：福田篤（ABC）
- TK：前田典子
- 舞台監督：松本一彦
- なんばグランド花月支配人：新田敦生
- CG：三好和也
- 美術：奥井優佑・小林沙奈美・河野秀輝（3人共ABC）
- 番組宣伝：野嵜喜美子（ABC）
- 協力：ウォークオン、ステージプランニング、トラッシュ、アーチェリープロダクション、ちゃるんカンパニー、戯音工房、つむら工芸、すくらんぶる、大槻衣裳、浪原靴店、MORE、百花園、まいど
- FD：徳原由花・小田晶子・松田真奈（3人共ウォークオン）、安本浩太（CREA5）
- ディレクター：矢内達也（ABC）
- 演出：丹田佳秀（ABC）
- AP：山田敬文（ABC）、小林真未子（よしもとクリエイティブ・エージェンシー）
- プロデューサー：柴田聡（ABC）、田尻麻衣（よしもとクリエイティブ・エージェンシー）
- 制作協力：吉本興業
- 制作著作：ABC（朝日放送）

## 第2部

### 概要
- 幾度か番組タイトルが変わっており、2009年からはよゐこがメイン司会を担当している。（2008年まではますだおかだ）2011年のタイトルは「よゐこの新春ネタフェス2011」。
- 第1部と異なり、収録放送。また字幕放送対応となっている。
- 前述のとおり、第1部が吉本興業所属のタレント・漫才師・落語家のみが出演しているのに対し、第2部は松竹芸能所属のタレント・漫才師・落語家が中心で、近年は松竹芸能以外（ワタナベエンターテインメント・ホリプロコム・太田プロダクション・プロダクション人力舎・マセキ芸能社など）の若手芸人が毎年1組出演していたが、2011年はアンガールズ・ナイツ・Wコロン・東京03など複数のコンビが出演した。
- 2015年は上記第1部の枠拡大のため、第2部の放送が行われなかった。
- 2017年はテレビ放送こそないが、道頓堀角座からの新春興行の公開生中継と、その合間に朝日放送が保有するライブラリーに残る松竹芸能のタレントの口演を放送する「道頓堀角座・夢の新春興行〜時空を超えた松竹名人会〜」をABCラジオで1月2日の14:30-17:25に放送された。（MC・伊藤史隆、ゲスト・正司敏江、笑福亭鶴光、横山たかし・ひろし、酒井くにお・とおる、海原はるか・かなた）

### 放送時間
- 14:30 - 15:55

### 出演者

#### 2011年
松竹芸能所属
- アメリカザリガニ
- いまぶーむ
- TKO
- チョップリン
- まえだまえだ

東京からのゲスト
- アンガールズ（ワタナベエンターテインメント）
- キングオブコメディ（プロダクション人力舎）
- Wコロン（プロデューサーハウスあ・うん）
- 東京03（プロダクション人力舎）
- ナイツ（マセキ芸能社）

## ネット局

### 2011年
第1部・2部ともネット
- 朝日放送（制作局）
- 山口朝日放送
- 熊本朝日放送
- 大分朝日放送

第1部のみ同時ネット
- 北陸朝日放送
- 瀬戸内海放送
- 愛媛朝日テレビ
- 長崎文化放送
- 琉球朝日放送

第2部遅れネット

### 2008年
第1部・第2部ともにネット
- ABC（制作局）
- メ〜テレ（後日に放映。第2部に関しては、年によって放送する場合としない場合がある）
- 瀬戸内海放送
- 鹿児島放送

第1部のみネット
- 長野朝日放送
- 新潟テレビ21
- 北陸朝日放送
- 山口朝日放送
- 大分朝日放送
- 琉球朝日放送

第2部のみネット
- 北海道テレビ放送（時差ネット。2007年は同時ネット）
- 熊本朝日放送

### 2021年
過去の第1部相当（吉本興業担当分）のみ放送
- ABCテレビ（制作局）
- 広島ホームテレビ（同時ネット）

## その他
- テレビ朝日では12:00 - 13:55に再放送枠（2008年は『夢対決!とんねるずのスポーツ王は俺だ!スペシャル』）、14:00 - 15:55の枠に『関根&優香の笑うお正月』が放送されている。
- 一部のテレビ朝日系列でも同時ネットされているが、2部とも通してネットされるのは2009年まで瀬戸内海放送1局のみであった（2010年はテレビ朝日の特番『ネオバラ祭り・第2部』と『笑うお正月』の方を同時ネットするため初めて一部・二部双方とも非ネットとなった。2011年は第1部のみネットが再開されたが、第2部は『関根&優香の笑うお正月』を同時ネットのため非ネット）。

- 1月2日は、テレビ朝日系列局内においても、「初笑い浪花の陣」が放送される局と「関根&優香の笑うお正月」が放送される局、さらにそれ以外の自社製作・遅れネット・他系列番組を組み合わせた完全自主編成の局に分かれている（ますだおかだは、2008年の「笑うお正月」に出演していた）。
- だが、2015年にテレビ朝日など多くの系列局で「路線バスで寄り道の旅」の5時間スペシャルを放送し、視聴率が好評だったため翌2016年以降「初笑い浪花の陣」の同時ネットをとりやめ、遅れネットに降格し継続している系列局が増えている。なお、朝日放送テレビでは「路線バスで寄り道の旅」は基本同時ネットしておらず、遅れネットや特番（ゴールデンタイムで放送される場合）のみ放送されている。この体制は2019年の1月2日まで続き、2022年より再開されている。
- なお、2020年はテレビ朝日など多くの系列局が「警視庁・捜査一課長[1]」の集中再放送5時間スペシャルを放送した[2]。
- この影響によりこの後続に全国ネットで放送していた「朝日放送テレビ制作1月2日夕方特別番組枠」は2013年を最後に中断しているが[3]、2023年以降は「スーパーJチャンネル」と前述の「とんねるずのスポーツ王は俺だ!」を夕方特別番組枠の一環として放送する形となる。（2025年は朝まで生テレビ!元旦スペシャル終了に伴う元旦未明のネットセールス枠消滅に伴う受け皿である。）